# Giao Tiên
Giao Tiên (sinh ngày 16 tháng 11 năm 1941) là một trong những nhạc sĩ nhạc vàng nổi tiếng tại miền Nam Việt Nam trước ngày 30 tháng 4 năm 1975, với khoảng 750 ca khúc trữ tình, quê hương.

## Tiểu sử và sự nghiệp sáng tác
Giao Tiên tên thật là Dương Trung, sinh ngày 16 tháng 11 năm 1941, quê ở phường Tam Quan, thị xã Hoài Nhơn, tỉnh Bình Định. Từ năm 1960 đến năm 1962, ông học tại trường Trung học Huỳnh Khương Ninh và trường Trung học Trường Sơn ở Sài Gòn. Giai đoạn 1962-1964, ông bị cảnh sát chế độ cũ bắt vì nghi là thân cộng (vì có người anh chống chính quyền). Trong tù (1962), ông được một số thầy dạy nhạc. Sau này, vào năm 1972, Giao Tiên học hàm thụ và dự thính khoa sáng tác tại Đại học Vạn Hạnh. Ông thành công nhờ có năng khiếu âm nhạc bẩm sinh và tự trau dồi kiến thức sáng tác.
Từ 1965 đến 1975, Giao Tiên nhập ngũ Quân lực Việt Nam Cộng hòa. Sự nghiệp sáng tác nhạc của ông khởi sự vào năm 1965 với ca khúc nổi tiếng đầu tiên (và cũng là ca khúc đầu tay) Phận Gái Thuyền Quyên (1970) được ký tên Giao Tiên & Nguyên Thảo. Hàng trăm ca khúc của ông được ra đời từ 1970–1975 và đã được phổ biến rộng rãi thông qua việc in ấn nhạc tờ rời, băng đĩa bán ra thị trường, phát thanh và truyền hình. Ngoài bút danh Giao Tiên, ông còn ký tên hàng loạt bút danh khác khi sáng tác như Dương Trung (tên khai sinh của ông), Diễm Đào, Dương Tiếng Thu, Hoàng Hoa, Xuân Hậu, Xuân Hoà (tên của các con của ông), Đỗ Yến (tên người yêu cũ của ông), Hương Xuân (tên vợ ông), Băng Sơn, Kim Khánh, Ngân Trang, Rạng Đông, Sang Đông, Thảo Trang, Thu Anh, ...
Sau ngày 30 tháng 4 năm 1975, Giao Tiên tạm ngừng sáng tác trong một khoảng thời gian rất dài. Năm 1975 ông đi xây dựng vùng KTM Bù Đăng, tham gia công tác địa phương (ĐB/HĐND xã, Trưởng ban VHTT xã, Phó Ban Tài chính xã Đoàn Kết, huyện Bù Đăng, tỉnh Sông Bé). Năm 1985 Giao Tiên cùng gia đình về sống tại Đà Lạt cho đến năm 1990 thì chuyển về Cam Ranh, Khánh Hoà và định cư tại địa phương này cho đến nay.
Từ năm 1994, Giao Tiên bắt đầu viết nhạc trở lại. Từ đây ông dùng thêm bút danh là Dương Tiếng Thu. Giai đoạn 1994-1998, nhiều ca khúc đặc sắc lần lượt ra đời như Ai Có Qua Cầu, Mống Chuồn Chuồn và đặc biệt là chuỗi ca khúc về Cô Thắm (Cô Thắm Gặp Tình Nhân, Cô Thắm Theo Chồng,...). Các tác phẩm của Giao Tiên được thu âm bởi hàng loạt hãng sản xuất băng, đĩa trong và ngoài nước Việt Nam như Vafaco, Saigon Video, Rạng Đông, Trung tâm Băng nhạc Trẻ, Kim Lợi,..., Thuý Nga, Asia, Vân Sơn,... Giao Tiên cũng được biết tới như là một nhạc sĩ với nhiều ca khúc phổ thơ.
Năm 2000, Giao Tiên trở thành Hội viên Hội VHNT Khánh Hoà. Trong các năm 2000-2005, ông tham gia công tác địa phương như Chủ tịch Mặt Trận Phường, Chủ tịch Hội Khuyến Học Phương, Chủ tịch Hội NCT Phường ...(phường Ba Ngòi, thị xã Cam Ranh). Từ 2006 đến nay Giao Tiên thôi công tác, vẫn sáng tác đều đặn và chú tâm tổng hợp lưu trữ tác phẩm – in ấn xuất bản.
Nhận xét chung về tác phẩm, các ca khúc của Giao Tiên có giai điệu ngọt ngào thi vị, ý tứ bình dị, hồn nhiên, lời ca mộc mạc,... Tất cả đều mang âm hưởng dân ca và rất gần gũi với mọi tầng lớp người dân. Giao Tiên được người hâm mộ khen tặng là "Nhạc sĩ của Đồng Quê"
Tính đến tháng 8/2013, Nhạc sĩ Giao Tiên đã sáng tac 800 ca khúc (trong đó có Nhạc được phổ từ thơ)
.

## Sáng tác

### Hoàng Hoa - Thảo Trang
- Chung tình (Hoàng Hoa) (1974)
- Còn nhớ còn thương (1970)
- Em đi rồi (Thảo Trang)
- Em yêu ai (Thảo Trang)
- Lại nhớ người yêu (Nhớ người yêu 3) (Giao Tiên - Hoàng Hoa) (1974)[6]
- Hoàng tử trong mơ (Hoàng Hoa) (1972)
- Mãi tìm nhau (Thảo Trang) (1971) [a]
- Ngày về thăm Đà Lạt
- Ngẩn ngơ sầu (Thảo Trang) (1972) [b]
- Nhớ người yêu 1 (1971)
- Nhớ người yêu xưa [c]
- Sao em hững hờ (Thanh Tuấn - Thảo Trang)
- Tạ ơn
- Thương nhớ người yêu (Nhớ người yêu 2) (Thảo Trang)
- Tình đơn côi (Hoàng Hoa)
- Tuyệt tình ca (Hoàng Hoa - Giao Tiên) (1974)

### Ngân Trang
- Anh hãy về đi (Sang Đông - Ngân Trang)
- Mất nhau rồi (1972) [d]
- Ngày mai đám cưới người ta (Đám cưới người ta)[7][8]
- Nhớ nhau trong đời (Sang Đông - Ngân Trang)
- Tâm sự cho người (Sang Đông - Ngân Trang) (1971)

### Kim Khánh
- Bài thơ cuối cùng (Thơ: T.T.Kh - nhạc: Kim Khánh)
- Chuyện bướm và người giữ vườn
- Chuyện loài hoa thủy chung
- Gửi người tôi yêu
- Tình buồn tuổi trẻ
- Tuổi 17

### Diễm Đào
- Chưa trọn cuộc tình
- Chuyện tình loài hoa trang trắng (1974)
- Hoa mới nở (1973)
- Lý lẽ con tim (Ngọc Tuấn - Diễm Đào)
- Như đoá phù dung (1973)
- Người hùng và giai nhân
- Phố đông người (1974)

### Anh Thi- Thu Anh
- Đám cưới nghèo (1971)[9]

### Rạng Đông
- Tôi yêu quê tôi (1974)
- Cô gái Tam Quan 1, 2, 3

### Đỗ Yến
- Một ngày không son phấn
- Nếu em là giai nhân (1974)
- Xin mẹ thương con (Nỗi lòng con gái) (Đỗ Yến - Giao Tiên) (1971)

### Dương Trung
- Em mong anh đến
- Tâm sự vợ hiền (1971)
- Thức đêm mới biết đêm dài (1971)

### Dương Tư Thông
- Tình tuyệt vọng (1971)
- Tôi xa người yêu (Dương Tư Thông - Lệ Hạnh)

### Xuân Hoa
- Mùa xuân trong đời

### Băng Sơn
- Em vẫn chờ anh (Biết anh còn yêu em không, thơ Phương Hồng Quế) (1970)
- Lời yêu dấu (1971)
- Nửa mặt người tình (1970)

### Viết chung vớiNguyên Thảo
- Phận gái thuyền quyên 1 (1970)
- Phận gái thuyền quyên 2 (Từ độ xa người)
- Phận gái thuyền quyên 3 (Chôn vùi kỷ niệm)
- Chỉ một lời thôi (1970)

### ChoVinh Sửđứng tên chung
- Có em về (Diễm Đào & Vinh Quang)
- Chuyện tình nơi làng quê (Vinh Quang & Xuân Hòa)
- Em bao nhiêu tuổi (Vinh Sử & Dương Trung)
- Hỏi ông tơ hồng
- Không còn nhớ người yêu (Vinh Sử & Chế Huyền Trân & Giao Tiên)[10]
- Không dám đâu
- Lỡ mai đời chia cách (Vinh Sử & Diễm Đào)
- Mưa bụi cao nguyên
- Quán gấm đầu làng 2 (ca khúc 2: Anh chưa thi đỗ)
- Quán gấm đầu làng 3 (ca khúc 3: Vinh quy bái tổ)
- Ru em vào mộng (Giao Tiên & Cô Phượng)
- Số kiếp (Kim Khánh & Diễm Nhi)
- Trẻ mãi không già

### Giao Tiên
- 30 năm đi tìm hòa bình
- Anh không muốn xa em (1972)
- Anh sẽ về thăm cố đô
- Ba tháng anh đi
- Bạch Tuyết và bảy chú lùn (1970)
- Bài ca nhớ lại
- Biết em thuở 15 (1973)
- Biết yêu (1971)
- Buồn thời gian (1973)
- Chân thành
- Chung tình
- Chuyện người dưng
- Chuyện tấm thẻ bài
- Chuyện loài hoa chung tình
- Chưa trọn cuộc tình (1973)
- Chuyện ngày xưa[11]
- Chuyện sui gia
- Chọn mặt gửi vàng
- Chôn vùi tâm sự (1971)
- Con gái của mẹ (1970)
- Con trai của mẹ
- Cô lái đò bến Giang Tân
- Cô Thắm về làng (1974)
- Cuối trời đợi nhau
- Cười cho quên (1973)
- Dìu em đi dưới trời tình quê hương
- Dỗ dành (1970)
- Đến với em chiều nay (1973)
- Đêm vọng Chúa
- Đợi chờ
- Đời chưa trang điểm
- Đôi vợ chồng son (1973)
- Đường trần
- Đường sang nhà em
- Đính ước (1971)
- Điệu ru ca tình yêu
- Giờ đại số
- Giữa ta với người
- Hào hoa (1972)
- Hình bóng người yêu (1971)
- Hoàng tử trong mơ (1971)
- Kiếp tơ tằm
- Khúc ca ngày về
- Lại say (Rượu ngon bạn hiền)
- Lệ Việt Nam
- Lời tình viết vội (Thư ngoài biên trấn) (1970)
- Lụy tình
- Mai kia hòa bình (1973)
- Một ngày đẹp nhất
- Một thời để nhớ để yêu
- Mũi tên yêu 1, 2
- Mười hai năm sau
- Ngày mai đám cưới người ta
- Ngày xưa anh nói yêu em
- Người đến rồi đi (1973)
- Người muốn tìm quên (1974)
- Người yêu hoa đào (1972)
- Người yêu không đến
- Nhớ rừng
- Như đóa hoa phù dung
- Như hạt sương mỏng manh
- Nếu mộng không thành
- Nợ tình
- Quán gấm đầu làng (1971)
- Quê hương bốn mùa (1972)
- Sao không còn yêu em
- Say (1971)
- Sơn nữ sầu ai
- Tài tử bất đắc dĩ
- Tấc đất tấc vàng
- Tấm thẻ bài rách tên (1973)
- Thôi mà anh
- Thương đời hoa (1971)
- Thương mối tình đầu
- Tìm lại một bài ca
- Tình sử Huyền Trân (1971)
- Tình người thiếu phụ
- Tình đẹp mùa chôm chôm (1974)
- Tình đơn côi (1973)
- Trai anh hùng gái thuyền quyên
- Túp liều tranh tim vàng
- Tuyệt tình
- Ước hẹn (1972)
- Vâng lời mẹ
- Về Sài Gòn nhớ Huế
- Viễn khách[12] (1974)
- Vó ngựa trên đồi cỏ non (1974)
- Vỡ mộng (1973)
- Yêu ai yêu trọn một đời
- Yêu lầm (1971)
- Yêu người như thể trời cao
- Xao xuyến
- Xuân nguyện cầu

## Sáng tác sau năm 1975
- 20 năm tình đẹp mùa chôm chôm
- Ai có qua cầu
- Anh đi chài tôm
- Bằng lòng đi em
- Bến tương tư
- Chiếc bánh chưng xanh
- Cảm ơn Đà Lạt
- Cô gái xứ dừa
- Cô Thắm đi chùa
- Cô Thắm gặp tình nhân
- Cô Thắm theo chồng
- Cô Thắm về quê hương
- Cô Thắm vui xuân
- Chơi năm mười
- Chuyến tàu về quê hương
- Chuyện tình nơi làng quê (Vinh Quang - Xuân Hòa)
- Câu hát lý theo chồng
- Đường qua thôn em
- Đường về quê (Giao Tiên & Xuân Hậu)
- Em đẹp như ngày xưa (Hoàng Hoa)
- Gặp lại cố nhân [13]
- Hỏi ông tơ hồng
- Hỏi vợ ngoại thành
- Huyền thoại con gái vua Tây Sơn
- Không dám đâu (với Vinh Sử)
- Khúc hát lênh đênh
- Lần đầu nói dối
- Lên chùa cầu duyên
- Lỡ mai đời chia cách (Vinh Sử - Diễm Đào)
- Lời tỏ tình đáng yêu (hoặc Lời tỏ tình ong bướm) (Dương Tiếng Thu)
- Mống chuồn chuồn (Dương Tiếng Thu)
- Một duyên hai nợ ba tình (Diễm Đào)
- Mưa bụi cao nguyên
- Nàng Xuân chung tình
- Nỗi lòng cô Thắm
- Oan lắm mình ơi (Đừng trách anh tội nghiệp)
- Ru em vào mộng
- Rước dâu về làng (Dương Tiếng Thu) [14]
- Số kiếp (Kim Khánh & Diễm Nhi)
- Thiên lý câu thề (Hương Xuân)
- Thuở ấy chúng mình (Dương Tiếng Thu)
- Thương mối tình đầu
- Trái tim hóa đá
- Vẫn chưa chịu cưới (Dương Tiếng Thu)
- Xóa mộ cuộc tình

## Các đĩa nhạc và tuyển tập ca khúc đã phát hành
- Băng Cassette Thương Mối Tình Đầu[15]
- Băng Casette và CD Bến Tương Tư
- CD Duyên Thăng Long-Tình Hà Nội
- Tuyển Tập Ca Khúc Quê Hương và Tự Tình Dân tộc (2000)
- Tuyển Tập Ca khúc Chuyện Tình Nơi Làng Quê (2009)
- Tuyển Tập Thơ Nhạc Cánh Chim Lạc Việt (2009)
- Tuyển Tập Ca khúc Vó Ngựa trên Đồi Cỏ Non (2010)
- Tuyển Tập Ca khúc Nhớ Người Yêu (2012)
- Tuyển Tập Ca khúc Cô Thắm Về Làng (2013)